# Vladimír Čech (réalisateur)
Pour les articles homonymes, voir Čech (homonymie), Vladimír Čech et Přikryl.
Vladimír Čech, né Vladimír Přikryl le 25 septembre 1914 à Budweis (royaume de Bohême - Autriche-Hongrie) et mort le 2 février 1992 , est un réalisateur et scénariste tchécoslovaque.

## Biographie
Vladimír Čech a réalisé plus de 35 films entre 1941 et 1980.

## Filmographie sélective
- 1939 : Věra Lukášová (scénariste)
- 1951 : Nejlepsí tip (film documentaire)
- 1954 : Expres z Norimberka (Es geschah im Nürnberg-Expreß)
- 1958 : Le Bataillon noir (Černý prapor)
- 1971 : La Clé (pl) (Klíč)

## Prix et récompenses
- 1971 : La Clé (pl) (Klíč) : 7e festival international du film de Moscou : Prix d'argent